# Dugald Stewart (Politiker)
Dugald Stewart (* 26. September 1821 in Middlebury; † 23. März 1870 ebenda) war ein US-amerikanischer Anwalt, Geschäftsmann und Politiker, der von 1864 bis 1870 State Auditor von Vermont war.

## Leben
Stewart wurde in Middlebury, Vermont als Sohn von Ira Stewart und Betsey Hubell Stewart geboren. Sein Bruder war der Gouverneur von Vermont John Wolcott Stewart. Seinen Abschluss machte er am Middlebury College im Jahr 1842, danach studierte er Rechtswissenschaften und erhielt die Zulassung als Rechtsanwalt.
Anstatt als Anwalt zu arbeiten, strebte Stewart eine Karriere als Geschäftsmann an. Er arbeitete von 1848 bis 1855 als Buchhalter und Zahlmeister für die Rutland und Burlington Railroad. Von 1855 bis zu seinem Tod war Stewart Schreiber des Addison County Gerichts. Stewart war von 1860 bis 1862 Mitglied im Repräsentantenhaus von Vermont. Auch hatte er verschiedene öffentliche Ämter inne, unter anderem als Friedensrichter.
Im Sezessionskrieg diente Stewart in der Vermont National Guard im Judge Advocate General Corps, United States Army der 1. Brigade im Rang eines First Lieutenant.
Als Mitglied der Republikanischen Partei wurde Stewart im Jahr 1864 zum State Auditor ernannt. Dieses Amt übte er bis zu seinem Tod in Middlebury am 23. März 1870 aus. Sein Grab befindet sich auf dem Middlebury West Cemetery.
Dugald Stewart war mit Sophia Chloe Allen Stewart (1836–1922) verheiratet. Das Paar hatte drei Kinder.